# Ugo Pinheiro Guimarães
Ugo de Castro Pinheiro Guimarães (Rio de Janeiro, 12 de março de 1901 – Rio de Janeiro, 29 de dezembro de 1992) foi um médico-cirurgião e professor brasileiro.

## Biografia
Graduado pela Faculdade de Medicina do Rio de Janeiro (1923). Foi livre docente de Clínica Cirurgica (1924) e  professor catedrático de  Patologia Cirurgia (1929). Foi membro titular da Academia Nacional de Medicina (1939) e do qual presidiu (1959-1961). Foi Fundador e Membro do Colégio Brasileiro de Cirurgiões e do qual presidiu (1945-1947). Diretor do Serviço Nacional de Câncer e diretor do Instituto Nacional de Câncer (INCA) (1970-1972) e da Faculdade Nacional de Medicina. Membro-Fundador da Sociedade Brasileira de Tuberculose e Membro da Sociedade Brasileira de Cancerologia. É pai da atriz e apresentadora Cissa Guimarães.

## Obras
- Cirurgia e Medicina